# Smartshop
Als Smartshop werden Ladengeschäfte bezeichnet, die legale Drogen (englisch smart drugs) und berauschende Nahrungsergänzungsmittel verkaufen. Dabei handelt es sich um Stoffe, die aufgrund geringer Verbreitung vom Gesetzgeber nicht in das Betäubungsmittelgesetz aufgenommen worden sind oder deren Verkauf aufgrund mangelhaft formulierter Rechtsvorschriften nicht untersagt werden kann. Häufig ist es der Fall, dass in Smartshops verkaufte Drogen in das Betäubungsmittelgesetz nachträglich aufgenommen werden, wenn die Verbreitung der Droge sichtbar gestiegen ist.
Dazu zählen je nach Land und Gesetzeslage u. a. Guaranapräparate, Kratom (Mitragyna speciosa), psychoaktive Pilze (enthalten Psilocybin), Herba Ephedra (enthält Ephedrin), verschiedene Aphrodisiaka und Aufputschmittel (Energizer). Darüber hinaus stellen meskalinhaltige Kakteen, wie z. B. Peyote, sowie Herbal Ecstasy einen Teil des Sortiments eines Smartshops.
Seit 2016 ist der Verkauf allerdings nur noch legal, wenn kein enthaltener Stoff zu einer Stoffgruppe gehört, die im Neue-psychoaktive-Stoffe-Gesetz genannt ist.